# NGC 287
NGC 287 је лентикуларна галаксија у сазвежђу Рибе која се налази на NGC листи објеката дубоког неба.
Деклинација објекта је + 32° 28' 57" а ректасцензија 0h 53m 28,3s. Привидна величина (магнитуда) објекта NGC 287 износи 13,9 а фотографска магнитуда 14,8. NGC 287 је још познат и под ознакама CGCG 501-33, PGC 3145.